# Marbäck, Halmstads kommun
Marbäck är en småort i Snöstorps socken i Halmstads kommun 12 kilometer öster om Halmstad längs väg 25.

## Historia
I Marbäck längs vattenfall i Fylleån fanns tidigt ett pappersbruk, Marbäcks bruk, som grundades redan 1682. Det var hovrättsrådet Jonas Gyllencrantz på Skedala säteri som lät bygga papperskvarnen i Marbäck. Marbäck var ett av två handpappersbruk i Halland där råvaran var textillump. Under senare delen av 1700-talet förföll byggnaderna och verksamheten upphörde.
Ett nytt pappersbruk byggdes 1827, ett par hundra meter uppströms den raserade papperskvarnen. Då hade all industriell verksamhet legat nere i närmare 50 år. Nu byggdes vattenhjul, slipverk, panna, järnpressar och torkutrymmen. Produktionen präglades länge av ekonomiska svårigheter och varierande produktion. Marbäckspappret hade egen vattenstämpel, MB. År 1881 brann pappersbruket ner.
När man beslutade att för tredje gången bygga ett nytt pappersbruk i Marbäck var det tillgången på vattenkraft i Fylleån och närhet till vedråvara som var avgörande. Samtidigt skulle transporterna underlättas av den planerade Halmstad-Bolmens Järnväg med station i Marbäck. Redan 1882 stod en ny trämassefabrik färdig, Marbäcks Trämasse AB, som tillverkade mekanisk pappersmassa. Denna pressades samman ner till 50% torrhalt. För att få högre fallhöjd placerades fabriksbyggnaden en bit nedströms vid ån. Då anlades också kanalen vid ån. Vid fabriken skedde flera om- och tillbyggnader. Högst produktion tycks bruket haft 1931 då 1.730 ton massa tillverkades. Under 1950-talet gick bruket allt sämre och det lades ner 1959. Det hade då som mest sysselsatt 70 personer. 
När Halmstad-Bolmens Järnväg byggdes blev Marbäck en av dess stationer. Järnvägen i sin helhet öppnade 1889. Den smalspåriga järnvägen lades ner 1966. Bangården i Marbäck bestod av ett mötesspår, ett nästan 100 meter långt stickspår, godsmagasin och frilastkaj. Poststation fanns i järnvägsstationen. Stationshuset finns idag kvar som bostad. Det har funnits en brukshandel. 
Redan på 1700-talet finns noterat att det fanns kvarn i Marbäck för de närboende bönderna. Den närbelägna skvaltkvarnen i Ulfsnäs är skyddat kulturminne.
I Fylleån var det gott om fisk ända fram till början av 1900-talet och bidrog till folks försörjning. Öringfisket var omtalat bra och årligen vandrade lax och ål i stora mängder.
Den typiska bruksmiljön med herrgård och flera till verksamheten hörande byggnader tillkom mest på 1830-talet. Efter nedläggningen har bruket haft olika verksamheter. Åren 1971-1979 fanns en skotillverkning. Åren 1961-1981 fanns ett varmförzinkningsverk i de gamla brukslokalerna. Fram till 2000 bedrev ett mindre företag blästring, målning och sprutförzinkning i lokalerna. Åren 1984-1995 bedrevs auktioner i brukslokalerna. Bruksherrgården, Marbäcks Herrgård, som tjänade som bostad för disponenten, finns kvar.
Redan i början av 1900-talet installerades generator i brukets kraftstation som sedan försörjde bruket liksom hushållen i Marbäck och Tolarp med elektricitet. Numera produceras 1,3 GWh/år i Marbäcks Kraftstation. 
Nära Marbäck, på gården Åsamöllan, fanns ett vattenfall som sedan många år haft kvarn och såg. Efter att dammen och kraftverket 1937-1938 rustats upp byggdes här Marbäcks Textilindustri. Det tillverkades garner och senare startades väveri. Här på "Textilen" sysselsattes som mest 50 personer. En del av tygerna såldes till Liljans Konfektionsfabrik i Skedalahed. En brand 1955 ödelade så gott som hela fabriken. Senare har Bäckavattnets Golfklubb använt en del av kvarvarande lokaler för reception och restaurangverksamhet.

## Samhället
Marbäck är ett mindre villasamhälle. Närheten till väg 25 medför goda kommunikationer i öst-västlig riktning. På den nerlagda järnvägens banvall passerar nu cykelspåret, Banvallsleden.